# Жилой дом А. В. Смоленцева
Жилой дом А. В. Смоленцева — памятник архитектуры. Расположен в Уфе, современный адрес дома — улица Пушкина, 119.
Этот двухэтажный особняк — единственное кирпичное строение XX века на улице Пушкина. Он был построен в кирпичном стиле неизвестным архитектором в начале века (на доске на здании указан 1913 год), его главный фасад вытянут по всей ширине усадьбы. Для проезда на территорию усадьбы в здании сделана арка, по верху дом украшен решёткой с парапетными столбиками, кроме того, в декор здания входит горизонтальная рустовка первого этажа, подкарнизный фриз, сдвоенные окна над аркой.
После революции здание заняло министерство социального обеспечения БАССР, на 2020-е годы в нём расположен наркологический диспансер Республики Башкортостан.